# Joshua Bell (Sportschütze)
Joshua Bell (* 20. Mai 1994 in Sydney) ist ein australischer Sportschütze. 

## Biografie
Joshua Bell gewann 2019 und 2023 Silber bei den Ozeanienmeisterschaften im Skeet Einzel. Darüber hinaus nahm er an den Weltmeisterschaften 2023 in Baku teil. Ein Jahr später konnte er im Mixed-Team mit Platz drei erstmals eine Podiumsplatzierung im Weltcup verzeichnen. Zudem gelang ihm die Qualifikation für die Olympischen Sommerspiele 2024 in Paris. Dort belegte er im Skeet Einzel den 25. und im Mixed den 11. Rang.